# Алая буква
«Алая буква» (англ. The Scarlet Letter) — magnum opus американского писателя Натаниэля Готорна. Опубликован в Бостоне в 1850 году и с тех пор считается одним из краеугольных камней американской литературы. Это был первый американский роман, вызвавший широкий резонанс в Европе. Русский перевод появился в 1856 году под названием «Красная буква».

## Сюжет
Уроженец Сейлема, Готорн воскрешает в книге образ жизни и нравственный облик своих предков-пуритан середины XVII века. В центре его внимания оказываются вопросы нетерпимости, греха, раскаяния и благодати.
Главная героиня — Эстер Прин — в отсутствие мужа зачала и родила девочку. Поскольку неизвестно, жив ли муж, ханжески настроенные горожане подвергают её наказанию за возможную супружескую измену — она была поставлена к позорному столбу и обязана носить на одежде всю жизнь вышитую алыми нитками букву «А» (сокращение от «адюльтер» — adulter).
Для мужа, вернувшегося в Новую Англию в момент гражданской казни Эстер, главным преступлением жены становится её отказ назвать имя отца ребёнка. Само обстоятельство, что муж жив и вернулся, они решают хранить в тайне. Мучимый жаждой возмездия неизвестному обидчику, он выясняет, что Эстер воспылала страстью к молодому священнику. Чувство вины подтачивает душу священника, он носит алую букву под одеждой и чахнет. Общество решает, что при нём должен находиться врач, а это и есть муж, обуреваемый жаждой мести. В драматическом финале романа священник признаётся в преступлении и сам становится у позорного столба. Муж кричит ему, что это — единственное место, где священник может спастись от мужа. В финале романа оба умирают.
Эстер же, пройдя через социальный остракизм и все прочие испытания с поднятой головой и, показав окружающим пример независимости духа, отправляется с любимой дочерью в Европу. В сущности, она не раскаивается в содеянном, так как твёрдо знает, что её отношения со священником согревало пламя подлинной любви.

## Форма
Роману предпослан обширный очерк о том, как автор обнаружил бумаги, касающиеся Эстер Прин, и решил придать её истории художественную форму. Готорн ведёт повествование размеренно, подробно прописывая исторические декорации, в манере, напоминающей Вальтер Скотта. Однако, в отличие от Скотта и прочих романтиков, он чужд идеализации прошлого и эскапизма, с предельной серьёзностью рассматривая социальные, психологические и нравственные проблемы.
Архитектоника романа такова, что ни одной главы или абзаца нельзя изъять из текста без ущерба для книги в целом. Каждая сцена порождается предыдущей и является её закономерным продолжением. В сущности, в книге всего четыре персонажа. Отношения между ними постоянно усложняются, повествовательное напряжение неуклонно нарастает, катарсис наступает в сцене публичного предсмертного покаяния пастора.
«Алая буква» — первый роман Готорна. К романной форме он применяет находки, сделанные во время работы над романтическими новеллами. В частности, дополнительное измерение повествованию придают символические элементы — такие, как сама алая буква, превращающаяся в символ не только и не столько греха, сколько несгибаемого духа героини.

## Цензура
С первой же публикации роман, тепло встреченный читателями и литературными критиками, подвергся нападкам священников и некоторых религиозных изданий. В частности, рецензия в Brownson’s Quarterly отмечала, что ни Димсдейл, ни Эстер не демонстрируют «угрызений совести» или «подлинного раскаяния в содеянном преступлении» и что «подобные истории не следует рассказывать», а обозреватель Church Review Артур Кокс высказал мнение, что подобная «омерзительная амурная история» — неподходящая тема для литературного произведения. В 1852 году Кокс призвал запретить роман, заявив, что он выступает против «какой бы то ни было снисходительности к популярному и одарённому писателю, если тот нарушает моральные устои, пропаганда похоти должна быть задавлена в зародыше».
Жители Сейлема, сохранившие строгие пуританские нравы своих предков, были настолько разгневаны романом, что Готорну пришлось увезти свою семью из города в деревенский дом в Беркшире.
В 1852 году, в самый разгар так называемого «цензурного террора» в России, роман был запрещён лично Николаем I. Запрет был снят только через четыре года, когда на престол взошёл Александр II.
В дальнейшем интерес к роману со стороны его противников упал и возобновился только в середине XX века. Было отмечено несколько безуспешных попыток запретить книгу для изучения в средней школе. В 1961 году родители школьников в Мичигане выступили против изучения романа, заявив, что он «порнографический и непристойный», а в 1977 мотивировали своё требование тем, что в книге идёт речь о священнике, «вовлечённом в прелюбодеяние». В 1982 году родитель из штата Огайо потребовал изъятия книги из программы средней школы, заявив, что это книга о «прелюбодеянии», «проституции» и «женоподобном священнике».

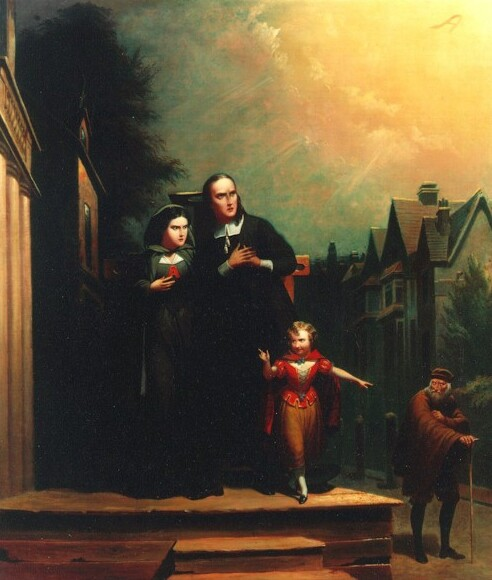
Иллюстрирующая роман картина 1860 года

## В культуре
По роману Готорна был написан ряд опер, первая из которых, принадлежавшая Люсьену Саутарду, была поставлена в Бостоне в 1855 году.
«Алая буква» была впервые экранизирована в 1908 году. Среди многочисленных киноверсий эпохи немого кино выделяется фильм 1926 года, главную роль в котором сыграла Лиллиан Гиш. В голливудском фильме 1995 года главные роли исполнили Деми Мур, Гэри Олдмен и Роберт Дюваль. Из мастеров независимого кино к «Алой букве» обращался Вим Вендерс.
В фильме «Отличница лёгкого поведения» главная героиня проводит параллели между сюжетом романа и ситуацией, в которой она оказалась. Она начинает подражать Эстер и также нашивает на свою одежду алую букву «А».
Роман оказал влияние и на некоторые музыкальные коллективы. Так, например, у группы «Curtiss A» есть альбом под названием «A Scarlet Letter». Такие культовые группы как Nirvana, Metallica, Imagine Dragons и Mudvayne написали композиции, так или иначе имеющие отношение к роману: «Old Age», «The Thorn Within», «Crushed», «Scarlet Letters».